# Alfa1-antytrypsyna

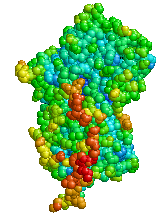
Model α1-antytrypsyny

Alfa1-antytrypsyna (α1-antytrypsyna, A1AT) – białko osocza krwi (frakcji α1-globulin), będące jednym z najsilniejszych krążących inhibitorów proteaz serynowych (serpin). α1-antytrypsyna jest białkiem ostrej fazy, glikoproteiną, na którą składa się 394 reszt aminokwasowych, mającą masę 52 kDa. Jest syntetyzowana przede wszystkim w wątrobie, ale też przez makrofagi, a jej prawidłowe stężenie w osoczu wynosi 150–350 mg% (które znacznie wzrasta w przebiegu aktywnego stanu zapalnego). A1AT ma zdolność inaktywacji szeregu enzymów proteolitycznych (np. katepsyny G), ale jej najważniejsze działanie to inaktywacja elastazy uwalnianej w wyniku reakcji zapalnej przez granulocyty obojętnochłonne (neutrofile) np. w odpowiedzi na zakażenie bakteryjne. Jej działanie stanowi mechanizm ochronny przed niszczącym wpływem na tkankę łączną. Gdy stężenie A1AT spada poniżej 40% wartości prawidłowych, może dochodzić do uszkodzenia tkanek, głównym skutkiem jest rozedma płuc.

## Aspekty genetyczne
α1-antytrypsyna jest kodowana przez gen SERPINA1 (inne popularne nazwy to AAT i A1AT) zlokalizowany na długim ramieniu chromosomu 14 (14q32.1).
Opisano ponad 120 mutacji tego genu. Niektóre z nich są nieszkodliwe, ale inne mogą prowadzić do umiarkowanego lub ciężkiego niedoboru α1-antytrypsyny we krwi i do wystąpienia objawów chorobowych. Często występująca mutacja powoduje zmiany aminokwasu w pozycji 342 łańcucha polipeptydowego A1AT z kwasu glutaminowego na lizynę (Glu342Lys). Powoduje to powstawanie polimerów α1-antytrypsyny, które zalegają w hepatocycie (ok. 85%) nie mogąc przejść do krwiobiegu. Polimery tworzą większe kompleksy, które uszkadzają komórki wątroby, prowadząc do jej marskości. W przebiegu innych mutacji też może dochodzić do powstawania polimerów A1AT, ale wolniej i w mniejszym stopniu.
Na podstawie zachowania w elektroforezie dokonano klasyfikacji różnych alleli genu za pomocą systemu Pi (ang. protease inhibitor). Prawidłowy gen oznaczono literą M ze względu na migrację w środku pola (ang. middle – środek), warianty, które migrują szybciej, oznacza się literami A do L, a migrujące wolniej literami N do Z. Genotyp prawidłowy oznacza się jako PiMM lub PiM, heterozygotyczne warianty allela Z oznacza się jako PiMZ, a homozygotyczne PiZZ. W wypadku homozygot PiZZ stężenie α1-antytrypsyny wynosi zaledwie 20–45 mg% (przy prawidłowym poziomie 150–350 mg%).
Istnieje również wyjątkowo rzadka mutacja typu null, w której w ogóle nie stwierdza się A1AT we krwi, a także mutacja powodująca czynnościową nieaktywność A1AT mimo jej prawidłowego poziomu we krwi.
Fenotypy:
- MM – występuje u 95% populacji, ma najsilniej wyrażoną aktywność antyproteazową
- MZ
- MS
- ZZ – tylko 15% aktywności A1AT
- Pi(null) – bardzo rzadki fenotyp, całkowity brak aktywności A1AT